# سفارة الأردن لدى الإمارات العربية المتحدة
سفارة الأردن لدى الإمارات العربية المتحدة هي البعثة الدبلوماسية للمملكة الأردنية الهاشمية لدى الإمارات العربية المتحدة، وتقع بالعاصمة أبوظبي.